# Klips ve Onlar
Klips ve Onlar — популярная в 1980-е годах турецкая электро-поп-группа, представители Турции на конкурсе песни Евровидение-1986.
В состав музыкального коллектива входили Севингюл Бахадыр, Гюр Акад, Эмре Тукур, Дерья Бозкурт и Джандан Эрчетин.
Квинтет был образован в 1984 году и был одним из немногих турецких коллективов, исполняющих музыку в стиле электро-поп. В 1986 году музыканты выиграли национальный отбор для участия на предстоящем конкурсе песни Евровидение. На песенном фестивале, проходившем в Бергене (Норвегия) «Klips ve Onlar» исполнили песню «Halley». Ранее, вместо Джандан должна была выступить Седен Култубай, однако по личным причинам она отказалась от этого. Выступление исполнителей прошло относительно успешно: с результатом в 53 балла они финишировали девятыми. На тот момент (и вплоть до 1997 года) этот результат был наилучшим у Турции, и это придало новую волну популярности коллективу.
В 1991 году после концерта в Лондоне группа распалась.